# قطعنامه ۱۲۷۲ شورای امنیت
قطعنامه ۱۲۷۲ شورای امنیت سازمان ملل متحد که در تاریخ ۲۵ اکتبر ۱۹۹۹ تصویب شد، سندی بین‌المللی دربارهٔ بررسی وضعیت در تیمور شرقی است. این قطعنامه طی نشست ۴۰۵۷ام با ۱۵ رای موافق، ۰ مخالف و ۰ ممتنع تصویب شد.